# Вища хокейна ліга
Ви́ща хоке́йна лі́га (ВХЛ) (рос. Высшая хоккейная лига) — другий дивізіон професійного хокею Росії після КХЛ. Змагання ВХЛ організовуються Некомерційним партнерством «Вища хокейна ліга». До 2010 року другим за силою чемпіонатом була Вища ліга.
У більшості клубів Ліги є договори з клубами Континентальної хокейної ліги, за якими команди ВХЛ є фарм-клубами команд КХЛ. Крім можливих «переходів» гравців з клубів КХЛ і назад нерідкі трансфери та оренди гравців з молодіжних команд клубів КХЛ, що виступають у Молодіжній хокейній лізі. Крім цього деякі клуби Вищої хокейної ліги мають власні молодіжні команди в МХЛ.

## Клуби
У чемпіонаті Вищої хокейної ліги-Всеросійському змаганні з хокею сезону 2011—2012 років виступають двадцять два клуба, які поділені на чотири дивізіони і дві конференції — «Захід» і «Схід».

### Захід
| Дивізіон А             |
| ---------------------- |
| Динамо Балашиха        |
| Донбас Донецьк         |
| Титан Клин             |
| ХК ВМФ Санкт-Петербург |
| ХК Рязань              |

| Дивізіон B            |
| --------------------- |
| Аріада-Акпарс Волжськ |
| Дизель Пенза          |
| Кристал Саратов       |
| Лада Тольятті         |
| Нафтовик Альметьєвськ |
| ХК Саров              |

- Локомотив Ярославль

### Схід
| Дивізіон C            |
| --------------------- |
| Іжсталь Іжевськ       |
| Мечел Челябінськ      |
| Молот-Прикам'я Перм   |
| Супутник Нижній Тагіл |
| Торос Нефтекамськ     |
| Південний Урал Орськ  |

| Дивізіон D                        |
| --------------------------------- |
| Єрмак Ангарськ                    |
| Зауралля Курган                   |
| Казцинк-Торпедо Усть-Каменогорськ |
| Рубін Тюмень                      |
| Сокіл Красноярськ                 |